# طاقة وهمية
الطاقة الوهمية (بالإنجليزية: Phantom energy) هي هيئة افتراضية للطاقة المظلمة أكثر فعالية من فرضية الثابت الكوني عند تسارع تمدد الكون (أي تتوافق معادلة الحالة {\displaystyle w<-1}). في وجود تلك الطاقة، فإنها قد تتسبب في تسارع تمدد الكون بحيث يحدث سيناريو التمزق الأعظم. وإذا كان ذلك صحيحًا، فإن الكون سيتمدد بلا نهاية في وقت محدد، مما يتسبب في تسارع التمدد بلا حدود. هذا التسارع سيتجاوز سرعة الضوء، مما يتسبب في تقلّص الكون المرصود، ولن يكون ممكنًا رصد الضوء المنبعث من النجوم البعيدة مع تمدد الكون. ومع تقلص الكون المرصود، لن تستطيع الأجسام أن تتفاعل مع بعضها البعض وفق القوى الأساسية، وأخيرًا سيمنع تمدد الكون حدوث أي نشاط بين أي جزيئات، حتى داخل الذرات، فسيتمزق الكون، وهو أحد السيناريوات المحتملة لمصير الكون.
أحد التطبيقات التي استخدمت فرضية الطاقة الوهمية سنة 2007 م، كان النموذج المتذبذب للكون.